# Åskilje
Åskilje (sydsamiska: Jeanoejåakoe) är en bebyggelse i Stensele distrikt (Stensele socken) i Storumans kommun, södra Lappland, Västerbottens län. SCB avgränsade här från 1990 till 2023 en småort. Byn ligger längs med Europaväg 12, vid gränsen mot Lycksele kommun, 45 kilometer sydost om Storuman och 55 kilometer nordväst om Lycksele. Orten ligger på västra sidan av Ume älv vid älvens sammanflöde med Juktån.  På den östra sidan av älven ligger samhället Åskiljeby (sydsamiska: Geäddiedievvá). De båda orterna förenas med en bro över älven.
Byn grundades 1753. Åskilje kyrka, invigd 1928, ligger i byn. 

## Befolkningsutveckling
| Befolkningsutvecklingen i Åskilje 1990–2015 | Befolkningsutvecklingen i Åskilje 1990–2015 | Befolkningsutvecklingen i Åskilje 1990–2015 | Befolkningsutvecklingen i Åskilje 1990–2015 | Befolkningsutvecklingen i Åskilje 1990–2015 |
| ------------------------------------------- | ------------------------------------------- | ------------------------------------------- | ------------------------------------------- | ------------------------------------------- |
|                                             |                                             |                                             |                                             |                                             |
| År                                          |                                             |                                             | Folkmängd                                   | Areal (ha)                                  |
| 1990                                        | 1990                                        |                                             | 107                                         | 18#                                         |
| 1995                                        | 1995                                        |                                             | 113                                         | 21#                                         |
| 2000                                        | 2000                                        |                                             | 84                                          | 21#                                         |
| 2005                                        | 2005                                        |                                             | 70                                          | 21#                                         |
| 2010                                        | 2010                                        |                                             | 61                                          | 28#                                         |
| 2015                                        | 2015                                        |                                             | 66                                          | 46#                                         |
| Anm.: # Som småort.                         |                                             |                                             |                                             |                                             |